# Millionaire (Kelis)
Millionaire è un brano musicale della cantante R&B statunitense Kelis, pubblicato come terzo singolo estratto dall'album Tasty del 2003.
Scritta da Kelis ed André 3000, che appare nel featuring ed è anche produttore del brano, il brano è stato pubblicato in tutto il mondo, ad esclusion degli Stati Uniti, ed utilizza un campionamento del brano del 1985 La Di Da Di di Doug E. Fresh e Slick Rick.

## Videoclip
Il video musicale del brano è stato diretto da Giuseppe Capotondi, ed in esso non compaiono né Kelis né André 3000, ma due bambini che interpretano il loro ruolo.

## Tracce
CD 1
1. Millionaire (Radio Edit/Clean Album Edit)
2. Millionaire (Instrumental)

CD 2
1. Millionaire (Radio Edit)
2. Millionaire (Instrumental)
3. Trick Me (Tiefschwarz Special Trick Remix)
4. Millionaire (Video)
5. Trick Me (Video)

CD 3
1. Millionaire (Radio Edit)
2. Millionaire (Remix) Featuring Nicholas Strunk

## Classifiche
| Classifica (2004/2005) | Posizione più alta |
| ---------------------- | ------------------ |
| Australia              | 23                 |
| Austria                | 69                 |
| Belgio (Fiandre)       | 36                 |
| Europa                 | 8                  |
| Finlandia              | 11                 |
| Germania               | 65                 |
| Irlanda                | 8                  |
| Italia                 | 36                 |
| Nuova Zelanda          | 27                 |
| Svezia                 | 50                 |
| Svizzera               | 43                 |
| Regno Unito            | 3                  |